# Dion Krasniqi
Dion Krasniqi, född 24 augusti 2003 är en svensk-kosovansk fotbollsspelare (anfallare) som spelar för IF Elfsborg.

## Klubblagskarriär
Dion Krasniqi inledde karriären i moderklubben Eslövs BK. Som 15-åring flyttade han till Lunds BK och redan under sin debutsäsong fick han debutera i Ettan Södra. I årets sista match, mot Åtvidabergs FF den 2 november 2019, blev Krasniqi inbytt i den 89:e minuten och krönte debuten med att fastställa slutresultatet till 2-2. Efter att ha spenderat den följande en och en halv säsongen i klubbens U19- och U17-lag lyftes Krasniqi upp till A-laget sommaren 2021.
Ett knappt år av regelbunden speltid i Lunds BK i Ettan Södra följdes i juli 2022 av en flytt till allsvenska Varbergs BoIS, med vilka han skrev på ett fyra och ett halvt år långt kontrakt. Kort efter flytten fick Krasniqi debutera i Allsvenskan, då han stod för ett inhopp i 0-0-matchen mot Helsingborgs IF den 18 juli 2022. Veckan därpå fick han för första gången starta en allsvensk match, när Varbergs BoIS förlorade med 0-3 mot Hammarby IF. Debutsäsongen slutade med nedflyttningskval, där Varbergs BoIS säkrade det allsvenska kontraktet via två segrar i dubbelmötet mot Östers IF.
I december 2023 värvades Krasniqi av IF Elfsborg, där han skrev på ett femårskontrakt. I augusti 2024 lånades Krasniqi ut till Kalmar FF på ett låneavtal över resten av säsongen.

## Landslagskarriär
Dion Krasniqi har möjlighet att representera Sverige och Kosovo.
I september 2022 blev Krasniqi för första gången uttagen till Kosovos U21-landslag.

## Statistik
| Klubb              | Säsong             | Liga               | Liga    | Liga | Nationell cup | Nationell cup | Totalt  | Totalt |
| Klubb              | Säsong             | Division           | Matcher | Mål  | Matcher       | Mål           | Matcher | Mål    |
| ------------------ | ------------------ | ------------------ | ------- | ---- | ------------- | ------------- | ------- | ------ |
| Lunds BK           | 2019               | Ettan Södra        | 1       | 1    | 0             | 0             | 1       | 1      |
| Lunds BK           | 2020               | Ettan Södra        | 0       | 0    | 0             | 0             | 0       | 0      |
| Lunds BK           | 2021               | Ettan Södra        | 10      | 2    | 1             | 0             | 11      | 2      |
| Lunds BK           | 2022               | Ettan Södra        | 14      | 3    | 1             | 0             | 15      | 3      |
| Lunds BK           | Totalt             | Totalt             | 25      | 6    | 2             | 0             | 27      | 6      |
| Varbergs BoIS      | 2022               | Allsvenskan        | 8       | 0    | 1             | 0             | 9       | 0      |
| Varbergs BoIS      | 2023               | Allsvenskan        | 23      | 6    | 1             | 0             | 24      | 6      |
| Varbergs BoIS      | Totalt             | Totalt             | 31      | 6    | 2             | 0             | 33      | 6      |
| IF Elfsborg        | 2024               | Allsvenskan        | 7       | 0    | 1             | 0             | 8       | 0      |
| Kalmar FF (lån)    | 2024               | Allsvenskan        | 7       | 0    | 1             | 0             | 8       | 0      |
| Totalt i karriären | Totalt i karriären | Totalt i karriären | 70      | 12   | 6             | 0             | 76      | 12     |

## Privat
Dion Krasniqi har påbrå från Kosovo.